# Oite (1924)
El Oite (追風 viento favorable?) fue el sexto destructor de la clase Kamikaze. Sirvió en la Armada Imperial Japonesa durante la segunda guerra sino-japonesa y la Segunda Guerra Mundial. 

## Historia
Junto al resto de miembros de su clase, recibió su nombre el primero de agosto de 1928, casi tres años después de entrar en servicio, dado que hasta entonces era identificado simplemente como Destructor número 11. 
Su primera acción de combate destacable durante la Segunda Guerra Mundial fue la Batalla de la Isla Wake, donde resultó dañado por las baterías costeras estadounidenses, con 14 heridos entre la tripulación. El 23 de diciembre, doce días después, y durante el segundo intento de desembarco, no tuvo ninguna incidencia.
El 21 de septiembre de 1943 resultó especialmente afortunado, dado que fue alcanzado por un torpedo defectuoso que no estalló. El 16 de febrero de 1944 dejó su base de Truk para escoltar al dañado crucero ligero Agano, donde debía ser conveniente reparado, pero 260 kilómetros al norte, el submarino estadounidense USS Skate torpedeó y hundió al Agano. De la dotación de 726 hombre, 523 fueron rescatados por el Oite, que puso rumbo de vuelta a Truk.
La fatalidad quiso que alcanzase el atolón cuando se iniciaba el masivo ataque aéreo estadounidense conocido como Operación Hailstone, el 18 de febrero de 1944. El Oite fue alcanzado por un torpedo que lo partió en dos, hundiéndose inmediatamente, pereciendo todos los supervivientes del Agano. Tan sólo 20 tripulantes del Oite consiguieron salvarse.
Sus restos fueron localizados en la posición 7°40′N 138°57′E / 7.667, 138.950 en marzo de 1986, a unos 60 metros de profundidad. El destructor está partido en dos secciones, separadas por apenas 12 metros, invertida la de proa y con el puente sepultado en el fondo lodoso.